# Mistrzostwa Świata Juniorów w Narciarstwie Alpejskim 2008
27. Mistrzostwa świata juniorów w narciarstwie alpejskim odbyły się w dniach 22 lutego - 1 marca 2008 r. w hiszpańskim ośrodku narciarskim Formigal w Aragonii. Rozegrano po 5 konkurencji dla kobiet i mężczyzn. W klasyfikacji medalowej triumfowała reprezentacja Austrii, której zawodnicy zdobyli także najwięcej medali, dziesięć, w tym 5 złotych, 2 srebrne i 3 brązowe medale. 

## Wyniki
| Pozycja | Zawodnik          | Narodowość | Czas    |
| ------- | ----------------- | ---------- | ------- |
|         | Hagen Patscheider | Włochy     | 1:45,31 |
|         | Eian Sandvik      | Norwegia   | 1:45,32 |
|         | Jonas Fravi       | Szwajcaria | 1:45,59 |
| 4.      | Matts Olsson      | Szwecja    | 1:45,72 |
| 4.      | Travis Ganong     | USA        | 1:45,72 |
| 6.      | Paolo Pangrazzi   | Włochy     | 1:45,75 |

| Pozycja | Zawodniczka         | Narodowość | Czas    |
| ------- | ------------------- | ---------- | ------- |
|         | Ilka Štuhec         | Słowenia   | 1:50,13 |
|         | Lara Gut            | Szwajcaria | 1:50,73 |
|         | Viktoria Rebensburg | Niemcy     | 1:51,17 |
| 4.      | Anna Fenninger      | Austria    | 1:51,38 |
| 5.      | Edith Miklós        | Rumunia    | 1:51,73 |
| 6.      | Isabelle Stiepel    | Niemcy     | 1:52,08 |

| Pozycja | Zawodnik          | Narodowość | Czas    |
| ------- | ----------------- | ---------- | ------- |
|         | Andreas Sander    | Niemcy     | 1:21,02 |
|         | Matthias Mayer    | Austria    | 1:21,14 |
|         | Björn Sieber      | Austria    | 1:21,18 |
| 4.      | Marco Fuchs       | Austria    | 1:21,27 |
| 5.      | Hagen Patscheider | Włochy     | 1:21,61 |
| 6.      | Boštjan Kline     | Słowenia   | 1:21,65 |

| Pozycja | Zawodniczka         | Narodowość | Czas    |
| ------- | ------------------- | ---------- | ------- |
|         | Viktoria Rebensburg | Niemcy     | 1:40,19 |
|         | Anna Fenninger      | Austria    | 1:40,97 |
|         | Stefanie Moser      | Austria    | 1:41,65 |
| 4.      | Lara Gut            | Szwajcaria | 1:41,77 |
| 5.      | Lisa-Marie Walz     | Niemcy     | 1:41,91 |
| 6.      | Maruša Ferk         | Słowenia   | 1:42,27 |

| Pozycja | Zawodnik        | Narodowość | Czas    |
| ------- | --------------- | ---------- | ------- |
|         | Marcel Hirscher | Austria    | 1:57,00 |
|         | Markus Nilsen   | Norwegia   | 1:57,33 |
|         | Matts Olsson    | Szwecja    | 1:58,19 |
| 4.      | Tommy Ford      | USA        | 1:58,24 |
| 5.      | Dominik Paris   | Włochy     | 1:58,44 |
| 6.      | Norman Blanc    | Francja    | 1:58,71 |

| Pozycja | Zawodniczka         | Narodowość | Czas    |
| ------- | ------------------- | ---------- | ------- |
|         | Anna Fenninger      | Austria    | 1:42,50 |
|         | Viktoria Rebensburg | Niemcy     | 1:42,83 |
|         | Tessa Worley        | Francja    | 1:42,86 |
| 4.      | Veronica Smedh      | Szwecja    | 1:43,09 |
| 5.      | Eva-Maria Brem      | Austria    | 1:43,13 |
| 6.      | Ilka Štuhec         | Słowenia   | 1:43,29 |

| Pozycja | Zawodnik            | Narodowość | Czas    |
| ------- | ------------------- | ---------- | ------- |
|         | Marcel Hirscher     | Austria    | 1:29,68 |
|         | Jacopo Di Ronco     | Włochy     | 1:30,61 |
|         | Tomoya Ishii        | Japonia    | 1:30,83 |
|         | Kristian Haug       | Norwegia   | 1:30,83 |
| 5.      | Andrew Phillips     | USA        | 1:30,91 |
| 6.      | Jonathan Nordbotten | Norwegia   | 1:31,27 |

| Pozycja | Zawodniczka       | Narodowość | Czas    |
| ------- | ----------------- | ---------- | ------- |
|         | Bernadette Schild | Austria    | 1:33,85 |
|         | Célina Hangl      | Szwajcaria | 1:34,76 |
|         | Nastasia Noens    | Francja    | 1:35,14 |
| 4.      | Maruša Ferk       | Słowenia   | 1:35,81 |
| 5.      | Veronica Smedh    | Szwecja    | 1:36,02 |
| 6.      | Jana Gantnerová   | Słowacja   | 1:36,07 |

| Pozycja | Zawodnik            | Narodowość | Punkty |
| ------- | ------------------- | ---------- | ------ |
|         | Matts Olsson        | Szwecja    | 28,63  |
|         | Kristian Haug       | Norwegia   | 32,65  |
|         | Hagen Patscheider   | Włochy     | 36,90  |
| 4.      | Paolo Pangrazzi     | Włochy     | 39,58  |
| 5.      | Jonathan Nordbotten | Norwegia   | 62,84  |
| 6.      | Andreas Sander      | Niemcy     | 68,32  |

| Pozycja | Zawodniczka    | Narodowość | Punkty |
| ------- | -------------- | ---------- | ------ |
|         | Anna Fenninger | Austria    | 30,20  |
|         | Larisa Yurkiw  | Kanada     | 77,62  |
|         | Eva-Maria Brem | Austria    | 79,43  |
| 4.      | Monica Hübner  | Niemcy     | 97,43  |
| 5.      | Kiley Staples  | USA        | 101,16 |
| 6.      | Michaela Nösig | Austria    | 104,37 |

## Klasyfikacja medalowa
| Miejsce | Państwo    |   |   |   | złoto · srebro · brąz |
| ------- | ---------- | - | - | - | --------------------- |
| 1.      | Austria    | 5 | 2 | 3 | 10                    |
| 2.      | Niemcy     | 2 | 1 | 1 | 4                     |
| 3.      | Włochy     | 1 | 1 | 1 | 3                     |
| 4.      | Szwecja    | 1 | 0 | 1 | 2                     |
| 5.      | Słowenia   | 1 | 0 | 0 | 1                     |
| 6.      | Norwegia   | 0 | 3 | 1 | 4                     |
|         | Szwajcaria | 0 | 2 | 1 | 3                     |
| 8.      | Kanada     | 0 | 1 | 0 | 1                     |
| 9.      | Francja    | 0 | 0 | 2 | 2                     |
| 10.     | Japonia    | 0 | 0 | 1 | 1                     |